# Кайрі Ірвінг
Кайрі Ендрю Ірвінг (англ. Kyrie Andrew Irving; 23 березня 1992, Мельбурн, Вікторія, Австралія) — американський професійний баскетболіст, який виступає за команду НБА «Даллас Маверікс». Грає на позиції розігруючого захисника. Після року в Університеті Дьюка команда «Клівленд Кавальєрс» обрала Ірвінга під першим номером на драфті НБА 2011 року . У дебютному сезоні в складі «Кавс» Ірвінга, який набирав 18,5 очка та віддавав 5,4 передачі в середньому за матч, визнали новачком року. За час перебування в НБА Кайрі тричі брав участь у матчі всіх зірок НБА, де в 2014 році здобув титул найціннішого гравця, а також входив у третю збірну всіх зірок. На міжнародному рівні Ірвінг виступає за баскетбольну збірну США, у складі якої став чемпіоном світу і був визнаний найціннішим гравцем чемпіонату світу 2014 року.

## Ранні роки
Кайрі народився 23 березня 1992 року в Мельбурні, де прожив півтора року, поки його батько, Дредерік Ірвінг, грав за місцеву професійну баскетбольну команду «Буллін Бумерс». Кайрі має подвійне громадянство — США та Австралії. Потім родина повернулася в США і влаштувалася в Нью-Джерсі. Кайрі має дві сестри, Лонден і Эйжію, його мати Елізабет померла, коли йому було чотири роки. У дитинстві Кайрі вболівав за команду «Нью-Джерсі Нетс» і 2003 року разом з батьком і сестрою відвідував матчі фінальної серії, в якій «Нетс» грали з «Сан-Антоніо Сперс».

## Старша школа
Ірвінг два роки провчився в старшій школі Монтклера, де був провідним гравцем баскетбольної команди. В сезоні 2007—2008 в середньому за гру шкільного чемпіонату набирав 26,5 очка, віддавав 4,8 передачі, робив 10,3 підбору і 3,6 перехоплення, а також допоміг своїй команді виграти титул чемпіона штату Нью-Джерсі у своїй віковій категорії. Вже в 16 років Ірвінг отримав пропозицію спортивної стипендії від багатьох коледжів, серед яких значаться Мемфіс, Сент-Джонс, Дюк, Канзас, Індіана, Вілланова, Рутгерс, Сетон-Холл, Західна Вірджинія, Вірджинія і політех Вірджинії. Восени 2008 року Ірвінг перейшов у старшу школу святого Патріка в місті Елізабет. В одній команді з Кайрі грав інший перспективний гравець національного рівня, Майкл Кідд-Гілхріст, який закінчив школу на рік пізніше Ірвінга.
Ірвінг два роки провчився в школі святого Патріка. 2010 року взяв участь у матчах всіх зірок шкільної ліги, які організували Jordan Brand і McDonald's, причому в першому він поділив звання найціннішого гравця з Гаррісоном Барнсом. Також за підсумками сезону Ірвінг був включений у символічні збірні за версіями журналу Parade і газети USA Today, увійшов у фінальний список претендентів на приз імені Джеймса Нейсміта найкращому баскетболісту серед старшокласників і був визнаний найкращим баскетболістом штату Нью-Джерсі. Портал Scout.com віддав йому друге місце у своєму рейтингу найперспективніших баскетболістів серед випускників 2010 року, ESPN — 3-тє місце, а Rivals — 4-те місце.

## Університет Дюка
22 жовтня 2009 року Ірвінг публічно оголосив про те, що буде вступати до Університету Дюка після закінчення школи. Сезон 2010—2011 в університетській команді «Дьюк Блю Девілз» під керівництвом головного тренера Майка Кржижевскі Ірвінг почав у стартовій п'ятірці. У перших восьми іграх сезону був лідером команди за очками, набираючи в середньому по 17,4 за гру при відсотку попадання 53,2. Крім того, віддавав у середньому за гру 5,1 передачі, робив 3,8 підбирань і 1,5 перехоплень. Три рази його визнавали найкращим новачком тижня у конференції ACC.
У восьмій грі сезону Ірвінг серйозно травмував великий палець на правій нозі. Через цю травму він пропустив приблизно дві третини ігор сезону. Лише 17 березня 2011 року Кайрі повернувся в склад, до ігор першого раунду турніру НАСС, але виходив у гру з лави і отримував менше ігрового часу. Команда Університету Дюка дійшла до стадії півфіналу регіонального турніру, коли за чемпіонський титул залишалися боротися шістнадцять команд. У цьому раунді команда Ірвінга, попри набрані ним 28 очок, програла Університетові Аризони. Перший сезон у студентському баскетболі став для Кайрі єдиним, оскільки навесні 2011 року він виставив свою кандидатуру на драфт НБА і незабаром найняв агента.

## Кар'єра в НБА

### Клівленд Кавальєрс
23 червня 2011 року команда «Клівленд Кавальєрс» вибрала Ірвінга на драфті НБА під першим номером клубом. Йому не вдалося пройти з командою річний тренувальний збір через локаут, який тривав до грудня. 9 грудня 2011 року Ірвінг підписав контракт з «Кавальєрс».
Професійний дебют Ірвінга відбувся 26 грудня 2011 року в грі проти «Торонто Репторз». Кайрі набрав шість очок і зробив сім результативних передач, а його команда поступилася з рахунком 96-104. Від початку сезону Ірвінг став основним розігрувальним «Кавальєрс» і незабаром став лідером команди за набраними очками та передачами. У січні й лютому Кайрі визнавали найкращим новачком місяця в Східній конференції. 24 лютого 2012 року Ірвінг взяв участь в матчі новачків НБА в рамках Зіркового вік-енду. Граючи за команду Чака, він набрав 34 очки, реалізувавши при цьому 8 з 8 триочкових кидків, і був удостоєний звання найціннішого гравця матчу. Свій дебютний сезон у НБА Ірвінг завершив з такими показниками: 18,5 очок, 5,4 передачі і 3,7 підбирань в середньому за гру. За підсумками сезону його визнали найкращим новачком, віддавши 117 голосів з 120 можливих, і одноголосно включили в першу збірну найкращих новачків.
14 липня 2012 року на командному тренуванні в Лас-Вегасі Ірвінг дістав перелом кисті правої руки, йому зробили операцію. Він встиг відновитися до початку свого другого сезону в НБА, проте в одній з ігор початку сезону проти «Даллас Маверікс» дістав ще одну травму, пошкодивши вказівний палець. Через цю травму був змушений пропустити три тижні. Після повернення в грудні 2012 року Кайрі зламав щелепу в грі з «Мілвокі Бакс». На наступну гру проти «Нью-Йорк Нікс» він вийшов у чорній захисній масці і встановив особистий рекорд результативності, набравши 41 очко. Цей результат також зробив його наймолодшим баскетболістом в історії НБА, який долав позначку в 40 очок на «Медісон-сквер-гарден». Попередній рекорд встановив Майкл Джордан в 1985 році. У лютому 2013 року Ірвінг взяв участь у своєму першому матчі всіх зірок НБА. Граючи за команду Східної конференції він набрав 15 очок, віддав 4 передачі та зробив 3 підбирання. Крім того, Кайрі знову взяв участь у матчі новачків НБА, де набрав 32 очки за команду Шака. Також виграв конкурс триочкових кидків. Свій другий сезон у НБА Ірвінг завершив з показниками 22,5 очка, 5,9 передачі, 3,7 підбирання і 1,5 перехоплення в середньому за гру.
Вболівальники обрали Ірвінга стартовим розігрувальним команди Східної конференції на матч всіх зірок НБА 2014 року. У самому матчі, що відбувся 16 лютого, він набрав 31 очко і зробив 14 передач, привівши свою команду до перемоги, і став найціннішим гравцем матчу. 28 лютого 2014 року Ірвінг зробив перший в кар'єрі Трипл-дабл, набравши 21 очко, віддавши 12 передач і зробивши 10 підбирань у переможній грі проти команди «Юта Джаз». 5 квітня 2014 року Кайрі оновив особистий рекорд результативності, набравши 44 очки у грі проти «Шарлотт Горнетс». Сезон 2013/2014 він закінчив з показниками 20,8 очка, 6,1 передачі, 3,6 підбирання і 1,5 перехоплення в середньому за гру.
10 липня 2014 року Ірвінг підписав з «Кавальєрс» новий п'ятирічний контракт на суму 90 млн доларів, дія якого розпочнеться влітку 2015 року. Того ж літа в команду повернувся Леброн Джеймс і перейшов з «Міннесоти» Кевін Лав, що дозволило говорити про появу в «Клівленді» нового «Великого тріо». Крім того, на місце головного тренера прийшов Девід Блатт, який досягнув великих успіхів на міжнародному рівні, але ніколи не працював з командою НБА. Початок сезону для «Кавальєрс» вийшов невдалим — при п'яти перемогах команда зазнала 7 поразок. Потім з кінця листопада по 11 грудня була серія з восьми перемог поспіль. В ній Ірвінг у середньому набирав 19,3 очка. У грудні у команди знову настав спад, лідери пропустили низку ігор через травми, відбулася серія обмінів, у результаті якої дві позиції, що залишились у стартовій п'ятірці, змінилися.

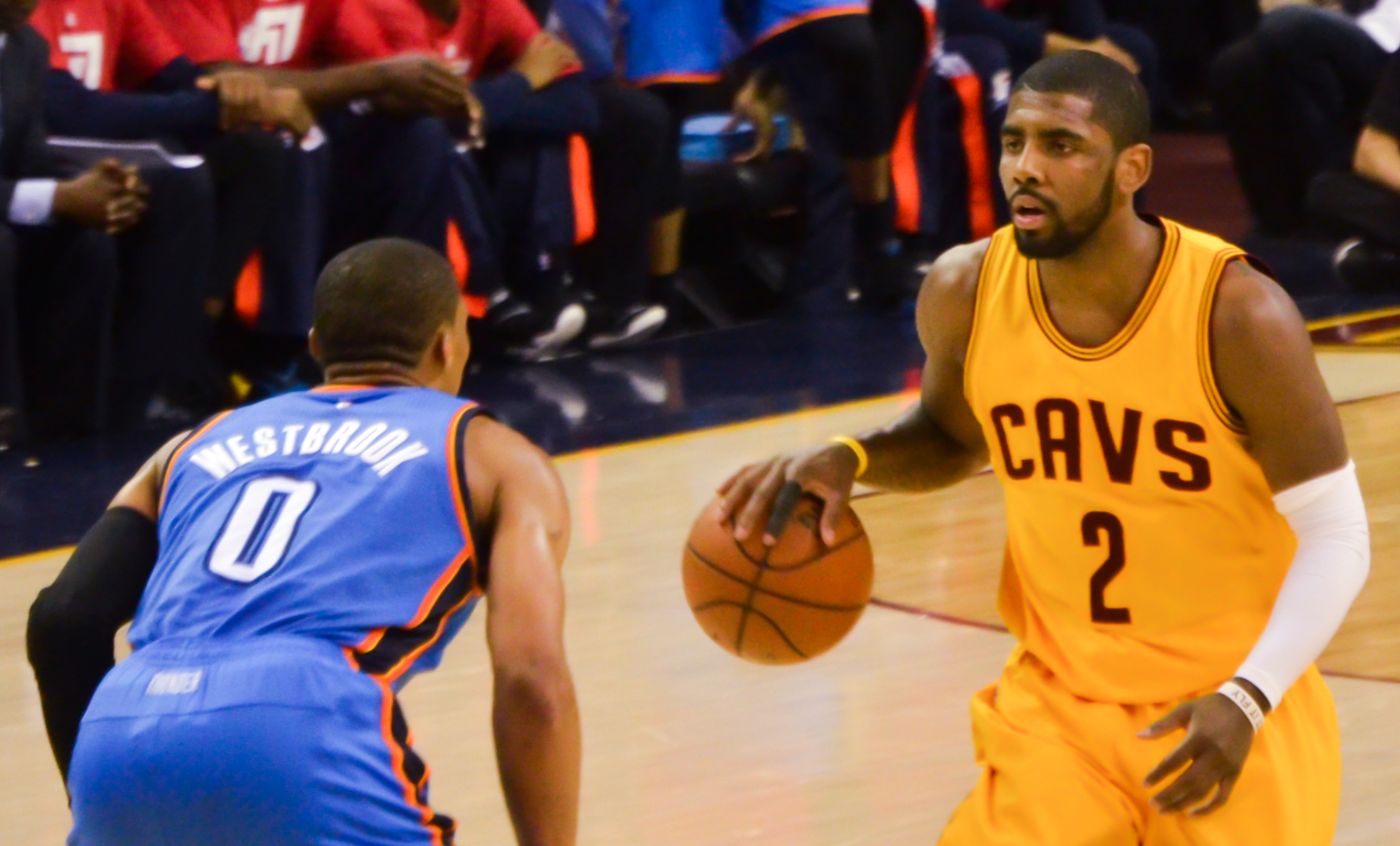
Ірвінг проти Рассела Вестбрука у 2015

29 січня 2015 року в матчі з «Портлендом» Кайрі знову оновив рекорд результативності, набравши 55 очок (17/36 з гри, 11/19 триочкових, 10/10 штрафних), а також віддав 5 передач, зробив 4 підбирання, 2 перехоплення і припустився лише 3 втрат. Таким чином, він відновив рекорди «Кавальєрс» за забитими 3-очковими кидками і за набраними очками на «Квікен Лоенс-арені».
13 березня 2015 року в матчі з «Сан-Антоніо» Кайрі знову оновив рекорд результативності — 57 очок (20/32 з гри, 7/7 триочкових, 10/10 штрафних), а також віддав 5 передач, зробив 3 підбирання, 4 перехоплення та 2 втрати. Таким чином, Ірвінг також встановив рекорд «Кавальєрс» за кількістю набраних очок в одній грі, перевершивши досягнення Леброна Джеймса (56 очок), яке той встановив був 3 березня 2005 року в матчі проти «Торонто Репторз».
Загалом у сезоні 2014/2015 Ірвінг взяв участь у 75 іграх регулярного сезону, набираючи в середньому по 21,7 очка, віддаючи по 5,2 передачі, роблячи по 3,2 підбору і 1,5 перехоплення. За сезон Кайра записав на свій рахунок 6 дабл-даблів. Команда вперше за 5 років зуміла вийти в плей-оф, закінчивши чемпіонат з 53-ма перемогами і 29-ма поразками. «Клівленд» виграв центральний дивізіон, а також посів друге місце в Східній конференції, пропустивши вперед лише «Атланту Гокс». У першому раунді матчів на виліт «Кавальєрс» впевнено переграли «Бостон Селтікс» (4-0). У серії, яка стала першою в кар'єрі для Ірвінга, Кайрі набирав 23,3 очка і віддавав 4,3 передачі. У плей-оф 2015 «Клівленд Кавальєрс», перемігши по черзі «Бостон Селтікс» (4-0), «Чикаго Буллз» (4-2) і «Атланту Гокс» (4-0), стали вдруге у своїй історії чемпіонами Східної конференції і вийшли у Фінал чемпіонату НБА. Під час овертайму 1-ї гри фіналу проти «Голден-Стейт Ворріорс» Кайрі Ірвінг посилив травму лівого коліна, якої зазнав у першому матчі фіналу Східної конференції плей-оф НБА, і не зміг продовжити матч МРТ виявила у нього перелом лівої колінної чашечки. 7 червня Ірвінг успішно переніс операцію, відновлення після якої, за прогнозами лікарів, становитиме три-чотири місяці. Таким чином Кайрі пропустив матчі фіналу. За його відсутності «Кавальєрс» поступилися «Ворріорз» у шести матчах. У 13 іграх плей-оф показники Ірвінга становили 19,0 очка, 3,8 передачі, 3,6 підбору і 1,3 перехоплення.

### Бостон Селтікс
У липні 2017 року почав вимагати у керівництва Клівленда обміняти його до іншої команди, так як він не хоче грати в одній команді з Леброном Джеймсом. 22 серпня 2017 року був обміняний до «Бостон Селтікс» на Джея Краудера, Айзею Томаса, Анте Жижича та пік першого раунду драфту 2018, який належить «Бруклін Нетс».

## Міжнародна кар'єра

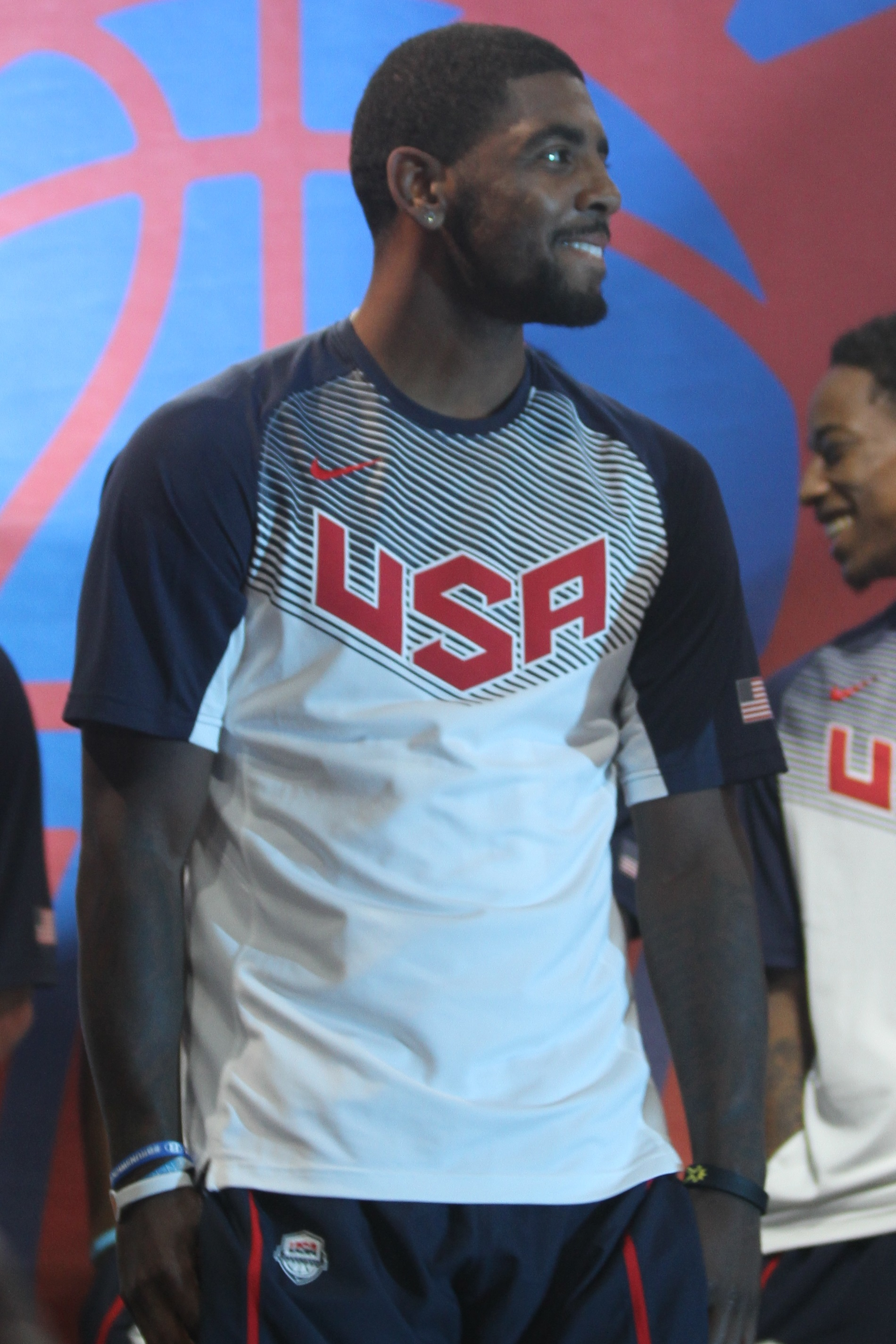
Ірвінг у формі збірної США

20 січня 2010 року Ірвінга включили до складу молодіжної збірної США, за яку він 10 квітня в Орегоні зіграв у рамках щорічного турніру Nike Hoop Summit проти збірної світу. В тій грі він набрав 15 очок, віддав 5 результативних передач. У червні 2010 року Ірвінг допоміг американській збірній виграти золоті медалі чемпіонату Америки серед юнаків до 18 років, що проходив у Сан-Антоніо. Всі п'ять матчів турніру, які американська збірна виграла, Кайрі починав у стартовій п'ятірці і в середньому за гру набирав 13,6 очок, робив 5 підбирань і віддавав 4,2 передачі. Маючи подвійне громадянство, Ірвінг міг виступати на дорослому рівні або за збірну Австралії, або за збірну США.
Ірвінг вибрав збірну США. У її складі він завоював золоті медалі на чемпіонаті світу з баскетболу 2014 року і був визнаний найціннішим гравцем турніру. На змаганні Ірвінг вийшов у стартовому складі в усіх дев'яти матчах і в середньому за гру набирав 12,1 очка і робив 3,6 передачі. У фінальному матчі чемпіонату проти збірної Сербії Кайрі набрав 26 очок, реалізувавши 6 з 6 кидків з-за триочкової лінії. За його досягнення, Ірвінга обрали баскетболістом року в США.

## Статистика

### Статистика кар'єри в НБА

#### Регулярний сезон
| Сезон            | Команда            | GP  | GS  | MPG  | FG%  | 3P%  | FT%   | RPG | APG | SPG | BPG | PPG  |
| ---------------- | ------------------ | --- | --- | ---- | ---- | ---- | ----- | --- | --- | --- | --- | ---- |
| 2011–12          | Клівленд Кавальєрс | 51  | 51  | 30.5 | .469 | .399 | .872  | 3.7 | 5.4 | 1.1 | .4  | 18.5 |
| 2012–13          | Клівленд Кавальєрс | 59  | 59  | 34.7 | .452 | .391 | .855  | 3.7 | 5.9 | 1.5 | .4  | 22.5 |
| 2013–14          | Клівленд Кавальєрс | 71  | 71  | 35.2 | .430 | .358 | .861  | 3.6 | 6.1 | 1.5 | .3  | 20.8 |
| 2014–15          | Клівленд Кавальєрс | 75  | 75  | 36.4 | .468 | .415 | .863  | 3.2 | 5.2 | 1.5 | .3  | 21.7 |
| 2015–16†         | Клівленд Кавальєрс | 53  | 53  | 31.5 | .448 | .321 | .885  | 3.0 | 4.7 | 1.1 | .3  | 19.6 |
| 2016–17          | Клівленд Кавальєрс | 72  | 72  | 35.1 | .473 | .401 | .905  | 3.2 | 5.8 | 1.2 | .3  | 25.2 |
| Кар'єра          | Кар'єра            | 381 | 381 | 34.2 | .457 | .383 | .873  | 3.4 | 5.5 | 1.3 | .3  | 21.6 |
| Матчі всіх зірок | Матчі всіх зірок   | 4   | 2   | 25.0 | .653 | .538 | 1.000 | 5.3 | 9.3 | .8  | .0  | 19.8 |

#### Плей-оф
| Сезон   | Команда            | GP | GS | MPG  | FG%  | 3P%  | FT%  | RPG | APG | SPG | BPG | PPG  |
| ------- | ------------------ | -- | -- | ---- | ---- | ---- | ---- | --- | --- | --- | --- | ---- |
| 2015    | Клівленд Кавальєрс | 13 | 13 | 35.7 | .438 | .450 | .841 | 3.6 | 3.8 | 1.3 | .8  | 19.0 |
| 2016†   | Клівленд Кавальєрс | 21 | 21 | 36.9 | .475 | .440 | .875 | 3.0 | 4.7 | 1.7 | .6  | 25.2 |
| 2016    | Клівленд Кавальєрс | 18 | 18 | 36.3 | .468 | .373 | .905 | 2.8 | 5.3 | 1.3 | .4  | 25.9 |
| Кар'єра | Кар'єра            | 34 | 34 | 36.4 | .464 | .443 | .860 | 3.2 | 4.4 | 1.6 | .7  | 22.9 |

### Статистика в коледжі
| Сезон   | Команда | GP | GS | MPG  | FG%  | 3P%  | FT%  | RPG | APG | SPG | BPG | PPG  |
| ------- | ------- | -- | -- | ---- | ---- | ---- | ---- | --- | --- | --- | --- | ---- |
| 2010–11 | Дюк     | 11 | 8  | 27.5 | .529 | .462 | .901 | 3.4 | 4.3 | 1.5 | 0.5 | 17.5 |
| Усього  |         | 11 | 8  | 27.5 | .529 | .462 | .901 | 3.4 | 4.3 | 1.5 | 0.5 | 17.5 |